# The End of the Line
The End of the Line est le deuxième titre de l'album Death Magnetic du groupe de thrash metal Metallica sorti en 2008.

## Analyse de la chanson
The End of the Line est le deuxième titre de Death Magnetic et suit la chanson That Was Just Your Life sur l'album ainsi que pendant les concerts de la tournée World Magnetic Tour. Le riff de la chanson fait penser à celui de Voodoo Child de Jimi Hendrix et les paroles sont chantées de façon semblable à celles de Creeping Death, une autre chanson de Metallica qui a connu un grand succès auprès des fans à sa sortie. Metallica a donc vraiment voulu faire un effort pour revenir à ses sources et pour plaire aux fans de la première heure.